# День Святой Троицы
Пятидеся́тница (греч. Πεντηκοστή), также Неде́ля Свято́й Пятидеся́тницы (Κυριακή της ἁγίας Πεντηκοστής, церк.-слав. Недѣ́лѧ ст҃ы́ѧ пентико́стїи), в русской традиции чаще — День Свято́й Тро́ицы (Тро́ица, Тро́ицын день), иногда Ду́хов день — один из главных христианских праздников.
Православная церковь празднует День Святой Троицы в воскресенье в день Пятидесятницы — 50-й день после Пасхи (Пасха — 1-й день). Праздник входит в число двунадесятых праздников.
В западнохристианской традиции в этот день празднуют Пятидесятницу, или сошествие Святого Духа на апостолов, а собственно День Святой Троицы празднуют в следующее воскресенье (57-й день после Пасхи).

## В Новом Завете
Сошествие Святого Духа на апостолов в день Пятидесятницы (Шавуот) описано в Деяниях святых апостолов (Деян. 2:1-18). В пятидесятый день после Воскресения Иисуса Христа (десятый день после Его вознесения) апостолы находились в Сионской горнице в Иерусалиме, «…внезапно сделался шум с неба, как бы от несущегося сильного ветра, и наполнил весь дом, где они находились. И явились им разделяющиеся языки, как бы огненные, и почили по одному на каждом из них. И исполнились все Духа Святаго, и начали говорить на иных языках, как Дух давал им провещевать» (Деян. 2:2-4).
В этот день в городе по случаю праздника находились иудеи из разных городов и стран. Услышав шум, они собрались перед домом, где находились апостолы, и так как «каждый слышал их говорящих его наречием» (Деян. 2:6), все пришли в изумление. Некоторые из них насмехались над апостолами и «говорили: они напились сладкого вина» (Деян. 2:13). В ответ на такую реакцию:
| Петр же, став с одиннадцатью, возвысил голос свой и возгласил им: мужи Иудейские, и все живущие в Иерусалиме! сие да будет вам известно, и внимайте словам моим: они не пьяны, как вы думаете, ибо теперь третий час дня; но это есть предреченное пророком Иоилем: И будет в последние дни, говорит Бог, излию от Духа Моего на всякую плоть, и будут пророчествовать сыны ваши и дочери ваши; и юноши ваши будут видеть видения, и старцы ваши сновидениями вразумляемы будут. И на рабов Моих и на рабынь Моих в те дни излию от Духа Моего, и будут пророчествовать. — Деян. 2:14-18 |

## Название и толкование
Своё первое название праздник получил в честь сошествия Святого Духа на апостолов, которое им обещал Иисус Христос перед Своим вознесением на небеса. Сошествие Святого Духа указало на тройственность Бога. Что пишет по этому поводу Иоанн Златоуст:
„И наполнил весь дом“. Бурное дыхание было как бы купелью водною; а огонь служит знаком именно обилия и силы. Этого никогда не случалось с пророками; так было только теперь — с апостолами; а с пророками — иначе. Например, Иезекиилю дается свиток книжный, и он съедает то, что должен был говорить: „и было“, говорит он, „в устах моих сладко, как мед“ (Иез. 3:3). Или еще: рука Божия касается языка другого пророка (Иер. 1:9). А здесь (все делает) сам Дух Святой и таким образом является равночестным Отцу и Сыну
В день Пятидесятницы, согласно общехристианской традиции, была образована вселенская апостольская Церковь (Деян. 2:41-47).

## Богослужение

### В православии

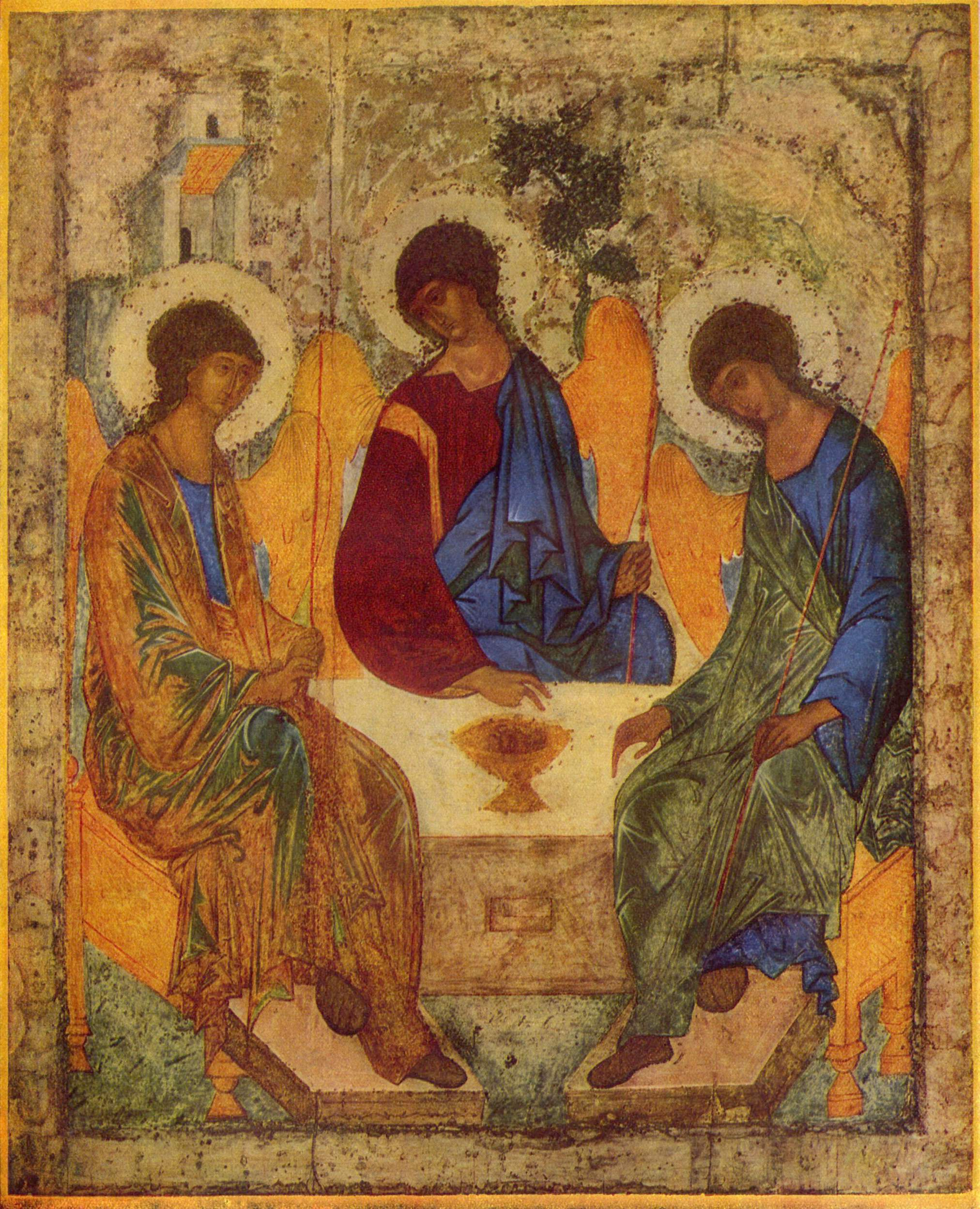
Троица (икона Андрея Рублёва, начало XV века)

Название в богослужебных книгах: «Неде́ля святы́я Пентико́стии» (церк.-слав. Нєдѣ́лѧ свѧты́ѧ Пєнтико́стїи, греч. Κυριακή της ἁγίας Πεντηκοστής). В этот день в православных храмах совершается одна из наиболее торжественных и красивых служб в году. Накануне, в субботу вечером служится праздничное всенощное бдение, на Великой вечерне которого читается три паремии: первая из них рассказывает о том, как Святой Дух сходил на праведников в Ветхом Завете (Чис. 11:16-17, Чис. 11:24-29), вторая (Иоил. 2:23-32) и третья (Иез. 36:24-28) паремии, по вере Православной церкви, являются пророчествами о сошествии Святого Духа на апостолов в Пятидесятницу; впервые после Великого поста поётся на стиховне знаменитая стихира шестого гласа Царю Небесный, которая повторяется ещё дважды после этого на утрене всенощного бдения; начиная с этого дня молитва Царю Небесный становится первой молитвой обычного начала как церковных, так и домашних молитв. На утрене служится полиелей и читается Евангелие от Иоанна, 65-е зачало (Ин. 20:19-23); на утрени поются два канона этого праздника: первый написан Космой Маюмским, второй Иоанном Дамаскином. В сам праздник служится праздничная литургия, на которой читается Апостол, 3-е зачало (Деян. 2:1-11) и читается составное Евангелие от Иоанна, 27-е зачало (Ин. 7:37-52, Ин. 8:12). После литургии служится девятый час и великая вечерня, на которой поются стихиры, прославляющие сошествие Святого Духа, во время вечерни трижды молящиеся во главе со священником совершают коленопреклонение — встают на колени, а священник читает семь молитв (первый и второй раз коленопреклонения иерей читает по две молитвы, а третий раз — три молитвы) о Церкви, о спасении всех молящихся и о упокоении душ всех усопших (в том числе и «во аде держимых») — этим завершается послепасхальный период, во время которого в храмах не совершается коленопреклонений и земных поклонов.
|                                           | На греческом | На церковнославянском (транслитерация) | На русском |
| ----------------------------------------- | --- | --- | --- |
| Тропарь праздника, глас 8-й (Ἦχος πλ. δ') | Εὐλογητὸς εἶ, Χριστὲ ὁ Θεὸς ἡμῶν, ὁ πανσόφους τοὺς ἁλιεῖς ἀναδείξας, καταπέμψας αὐτοῖς τὸ Πνεῦμα τὸ ἅγιον, καὶ δι' αὐτῶν τὴν οἰκουμένην σαγηνεύσας, φιλάνθρωπε, δόξα σοι.          | Благослове́н еси́, Христе́ Бо́же наш, И́же прему́дры ловцы́ явле́й, низпосла́в им Ду́ха Свята́го, и те́ми уловле́й вселе́нную: Человеколю́бче, сла́ва Тебе́                                                                     | Благословен Ты, Христе Боже наш, явивший премудрыми рыбаков, ниспослав им Духа Святого и через них уловивший вселенную. Человеколюбец, слава Тебе!                                                                                    |
| Кондак праздника, глас 8-й (Ἦχος πλ. δ')  | Ὅτε καταβὰς τὰς γλώσσας συνέχεε, διεμέριζεν ἔθνη ὁ Ὕψιστος· ὅτε τοῦ πυρὸς τὰς γλώσσας διένειμεν, εἰς ἑνότητα πάντας ἐκάλεσε, καὶ συμφώνως δοξάζομεν τὸ πανάγιον Πνεῦμα.            | Егда́ снизше́д язы́ки слия́, разделя́ше язы́ки Вы́шний, егда́ же о́гненныя язы́ки раздая́ше, в соедине́ние вся призва́, и согла́сно сла́вим Всесвята́го Ду́ха.                                                                  | Когда сошел Всевышний и языки смешал, Он этим разделял народы; когда же огненные языки раздал, Он к единению всех призвал, и мы согласно славим Всесвятого Духа.                                                                      |
| Задостойник праздника, глас 4-й (Ἦχος δ') | «Χαίροις Ἄνασσα, μητροπάρθενον κλέος. Ἄπαν γὰρ εὐδίνητον εὔλαλον στόμα. Ῥητρεῦον, οὐ σθένει σε μέλπειν ἀξίως. Ἰλιγγιᾷ δὲ νοῦς ἅπας σου τὸν τόκον Νοεῖν ὅθεν σε συμφώνως δοξάζομεν» | Ра́дуйся, Цари́це, матероде́вственная сла́во, вся́ка бо удобообраща́тельная благоглаго́ливая уста́ вити́йствовати не мо́гут, Тебе́ пе́ти досто́йно, изумева́ет же ум всяк Твое́ Рождество́ разуме́ти. Те́мже Тя согла́сно сла́вим. | Радуйся, Царица, матерям и девам слава! Ибо никакие подвижные красноречивые уста, ораторствуя, не могут Тебя воспевать достойно; изнемогает и всякий ум, стремясь постигнуть рождение от Тебя Христа; потому мы Тебя согласно славим. |

По русской традиции, пол храма (и домов верующих) в этот день устилается свежескошенной травой, иконы украшаются берёзовыми ветвями, а цвет облачений — зелёный, изображающий животворящую и обновляющую силу Святого Духа (в других православных Церквах употребляются также облачения белых и золотых цветов). На следующий день, в понедельник отмечается День Святого Духа.

### В католицизме
В католицизме празднование Пятидесятницы (Сошествия Святого Духа) и дня Святой Троицы разделено, день Святой Троицы отмечается в следующее воскресенье за Пятидесятницей. В католической традиции праздник сошествия Святого Духа открывает так называемый «цикл Пятидесятницы». В него входят:
- День Святой Троицы (воскресенье, 7 день по Пятидесятнице)
- Праздник Тела и Крови Христовых (четверг, 11 день по Пятидесятнице)
- Праздник Пресвятого Сердца Иисуса (пятница, 19 день по Пятидесятнице)
- Праздник Непорочного Сердца Девы Марии (суббота, 20 день по Пятидесятнице)

Праздники сошествия Святого Духа и день Святой Троицы имеют в римском литургическом календаре высший статус — торжества. Цвета облачения священников в день Пятидесятницы — красные, в напоминание об «огненных языках», сошедших на апостолов; а в день Святой Троицы — белые, как и в другие великие праздники. В день сошествия Святого Духа служится две мессы по различному чину — месса навечерия (в субботу вечером) и месса днём (в воскресенье днём).

Боже, тайной сегодняшнего праздника Ты освящаешь Церковь Твою, в которую призваны все народы. Ниспошли всему миру обильные дары Духа Святого и соверши в сердцах верующих те чудеса, которые Ты сотворил в начале проповеди Евангелия. Через Господа нашего Иисуса Христа, Твоего Сына, который с Тобою живёт и царствует в единстве Святого Духа, Бог, во веки веков
— Коллекта мессы днём праздника Пятидесятницы
В некоторых восточноевропейских странах (Польша, Белоруссия) и в католических храмах России также существует традиция украшать храм ветвями деревьев (берёзы).

## Иконография

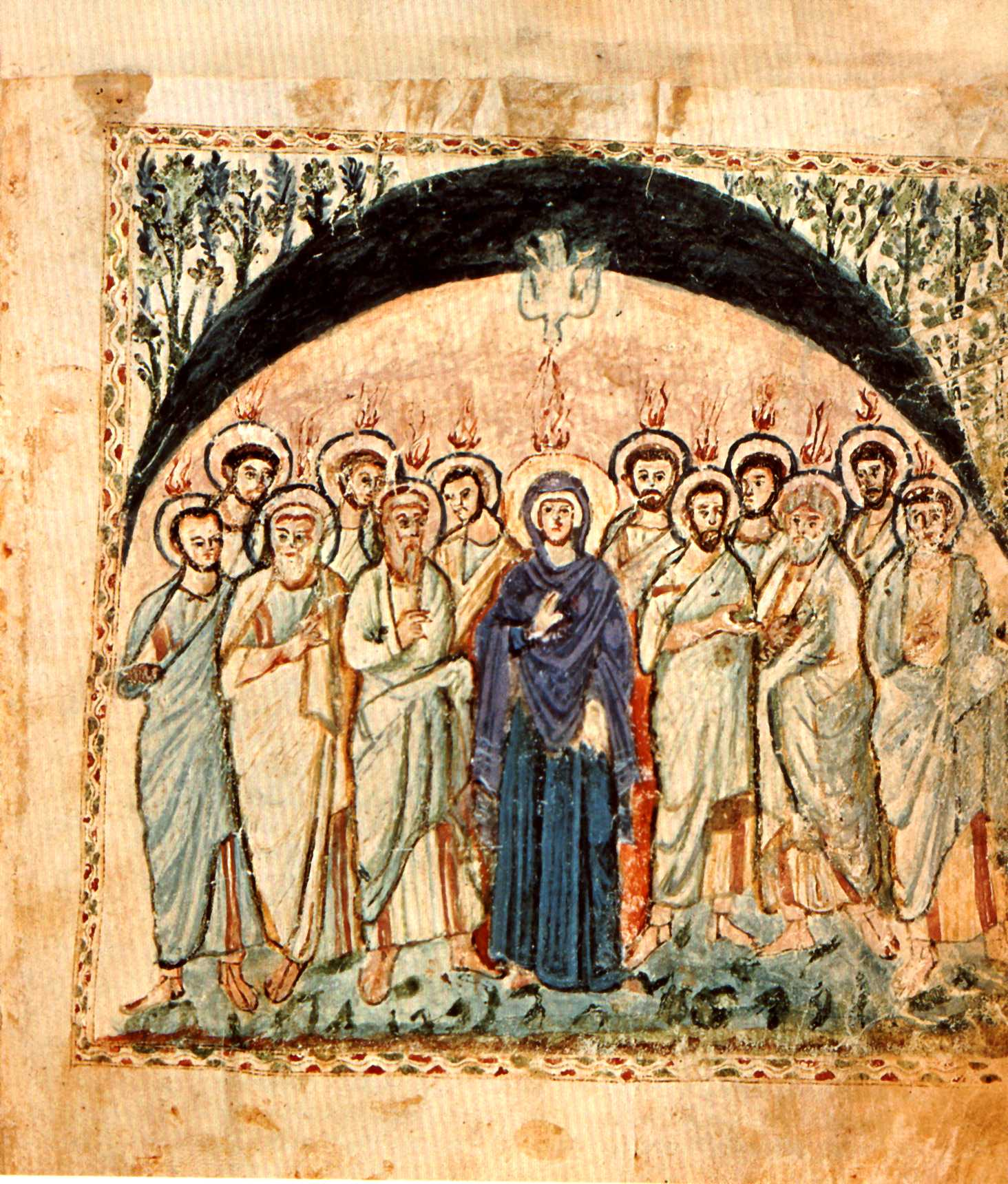
Сошествие Святого Духа
(Евангелие Рабулы, VI век)

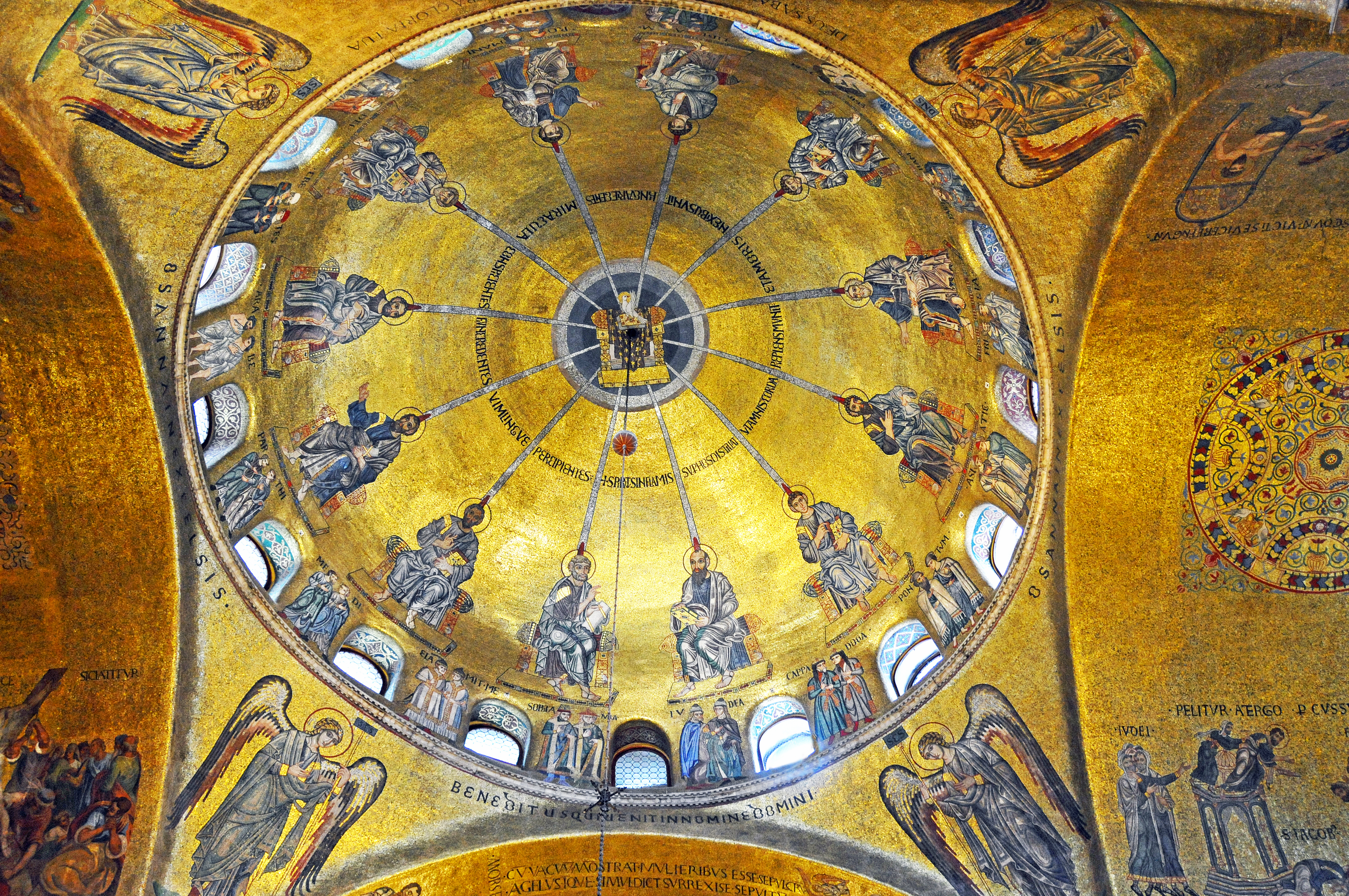
Купол Сошествия Святого Духа собора св. Марка в Венеции.
Огненные языки исходят от этимасии с голубем; ниже апостолов между окнами изображены представители разных народов

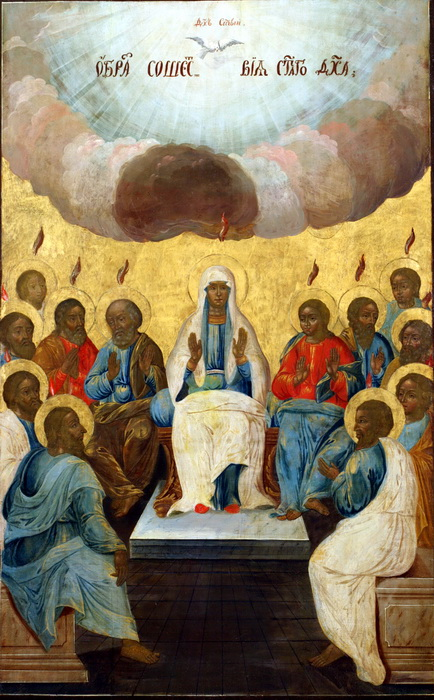
Сошествие Святого Духа
(икона из Святодуховского храма Новодевичьего монастыря, XVIII век)

Развитие иконографии праздника начинается с VI века, его изображения появляются в лицевых Евангелиях (Евангелие Рабулы), мозаиках и фресках. Традиционно изображается Сионская горница, в которой собрались апостолы. В их руки помещают книги, свитки или придают их пальцам благословляющий жест (первоначально  — жест оратора или проповедника).
В православной иконографии персонажами, представляющими Святую Троицу являются три ангела, образцом изображения которых часто служит икона «Троица» Андрея Рублёва.
Традиционными персонажами сцены сошествия Святого Духа являются:
- 12 апостолов, причём место Иуды Искариота обычно занимает не Матфий, а Павел;
- иногда — Богородица (известна уже по миниатюрам VI века, затем исчезает в восточной традиции (сохраняясь в западной) и вновь появляется на иконах с XVII века)[10].

В Новом Завете прямо не упоминается, что Богоматерь была вместе с апостолами при сошествии Святого Духа. Традиция её присутствия на иконописных изображениях этого события основана на указании в Деяниях апостолов об учениках Иисуса, что после Вознесения «все они единодушно пребывали в молитве и молении, с некоторыми женами и Мариею, Матерью Иисуса, и с братьями Его» (Деян. 1:14). Этот же оборот «все они единодушно» повторяется в Деян. 2:1 в описании событий Пятидесятницы, с большой вероятностью относясь к той же группе лиц (а не только к Одиннадцати и Матфию, о которых говорилось непосредственно выше). По этому поводу епископ Иннокентий (Борисов) пишет: «Могла ли в момент прихода Святого Духа не присутствовать та, что зачала и родила через Его посредство?».
Пустое место между Петром и Павлом в композициях без Богородицы напоминает о присутствии духа Иисуса Христа. Апостолы, как правило, располагаются подковообразно. Эту же композицию, связанную с переносом на плоскость традиционного изображения Сошествия в куполе храма, будут повторять изображения Вселенских соборов, поскольку их задача — выражать идею соборности, общности, отчётливым образом выраженную здесь.

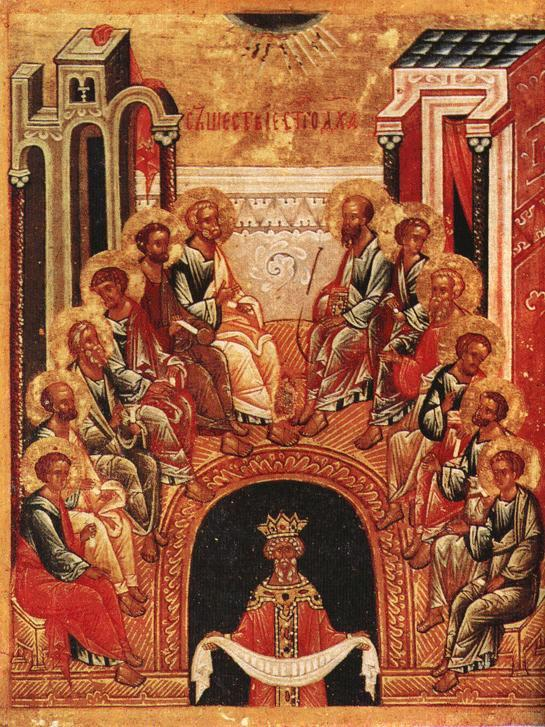
«Сошествие Святого Духа на апостолов». Архиепископская мастерская в Великом Новгороде. Рубеж XV—XVI веков.

В верхней части иконы обычно изображаются лучи света или пламени. Этот нисходящий огонь — основанный на библейском описании (Деян. 2:3) способ изображения сошествия Святого Духа, наряду с которым, особенно в западной традиции, может использоваться образ опускающегося голубя, перенесённый из описания Крещения Господня.
В нижней части, внутри подковообразной композиции оставлено тёмное пространство, обозначающее первый этаж дома в Иерусалиме, под горницей, где произошло событие. Оно может оставаться не заполненным, ассоциируясь таким образом с пустой гробницей Христа и будущим воскресением мёртвых либо с миром, ещё не просвещённым апостольской проповедью Евангелия. На средневековых миниатюрах здесь обычно изображались (вслед за подкупольными композициями) толпы народа из разных стран, бывшие свидетелями сошествия Святого Духа. Позже их сменяет (изредка изображается вместе с ними) фигура царя с двенадцатью малыми свитками на полотне. Существует трактовка этого образа как царя Давида, чьё пророчество о воскресении Христовом цитировал апостол Пётр в своей проповеди (Деян. 2) и чья могила, как считается, расположена на первом этаже под Сионской горницей. Менее распространены толкования его как пророка Иоиля, также цитируемого Петром, Адама, отпавшего Иуды (ср. Деян. 1:16) или Иисуса Христа в образе Ветхого Денми, пребывающего со своими учениками до скончания века.

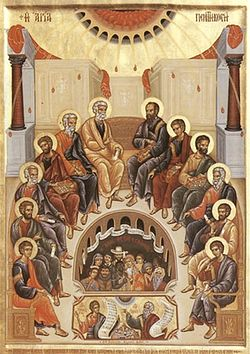
Современная греческая икона Пятидесятницы.
На первом этаже показаны представители разных народов на празднике в Иерусалиме, во врезке — Давид и Иоиль с текстами цитируемых Петром пророчеств.

Традиционным, хотя и поздним толкованием является понимание царя как образа народа, к которому обращена евангельская проповедь и который представлен правителем. В этом случае он может быть дальнейшей редукцией более раннего извода образа Пятидесятницы, где представители разных народов были сведены до двух контрастных фигур: византийского императора и варвара (часто мавра или кинокефала). В руках царь держит растянутое покрывало, на котором уложено 12 свитков, — они символизируют апостольскую проповедь (либо, по другому толкованию, совокупность народов империи). В связи с этим толкованием рядом с фигурой стала помещаться греческая надпись κόσμος — «мир», по которой образ царя получил наименование «Царь-Космос».
По мнению философа Евгения Трубецкого образ царя на иконе символизирует Космос (Вселенную). В своей работе «Умозрение в красках» он писал:

…внизу в подземелье, под сводом томится пленник — «царь космос» в короне; а в верхнем этаже иконы изображена Пятидесятница: огненные языки нисходят на апостолов, сидящих на престолах во храме. Из самого противоположения Пятидесятницы космосу царю видно, что храм, где восседают апостолы, понимается как новый мир и новое царство: это — тот космический идеал, который должен вывести из плена действительный космос; чтобы дать в себе место этому царственному узнику, которого надлежит освободить, храм должен совпасть со вселенной: он должен включить в себя не только новое небо, но и новую землю. И огненные языки над апостолами ясно показывают, как понимается та сила, которая должна произвести этот космический переворот.

Данная трактовка, основанная на расширенном толковании греческого слова «κόσμος», встречается и у ряда искусствоведов. В церковной среде используется понятие Царь-Космос, но в значении мира (Вселенной), без трактовок, свойственных светской философии.

## Народные традиции
В Италии, в память о чуде схождения огненных языков, было принято разбрасывать лепестки роз с потолка храмов, в связи с чем этот праздник на Сицилии и в других местах Италии называлась Pasqua rosatum (Пасха роз). Другое итальянское название, Pasqua rossa, произошло от красного цвета священнических одежд Троицы.
Во Франции во время богослужения было принято дуть в трубы, в воспоминание звука сильного ветра, который сопровождал сошествие Святого Духа.
На северо-западе Англии в Троицу (иногда на Духову пятницу после Троицы) проводились церковные и часовенные шествия, так называемые «Духовские прогулки» (англ. Whit Walks). Как правило, в этих шествиях участвовали духовые оркестры и хоры; девочки были одеты в белое. Традиционно проводились «Духовские ярмарки» (иногда называемые «Троицкими элями»). С Троицей были связаны традиции варить пиво, танцевать мореску, устраивать сырные гонки и турниры лучников.
Согласно финской поговорке, если не найти себе пару до Троицы, весь следующий год останешься одиноким.
В славянской народной традиции день называется Троицей или Троицыным днём и отмечается как праздник либо один день (воскресенье), либо три дня (с воскресенья по вторник), а в целом период троицких праздников включает Преполовение, Вознесение, Семик, предшествующую Троице неделю, саму троицкую неделю, отдельные дни недели, следующей за троицкой, которые празднуются во избежание засухи или града или как поминки по нечистым покойникам (прежде всего четверг), а также Петровское заговенье. Троица завершает весенний цикл, и по прошествии следующего за ней Петровского поста начинается новый — летний сезон.

## Пятидесятница на разных языках
| От греч. Πεντηκοστή «Пятидесятница» | От греч. Πεντηκοστή «Пятидесятница»                                  |
| ----------------------------------- | -------------------------------------------------------------------- |
| Латынь                              | лат. Pentecoste (аналогично в большинстве западноевропейских языков) |
| Старославянский                     | ст.‑слав. Пентикостія, Пятидесятница                                 |
| Болгарский                          | Петдесетница                                                         |
| Немецкий                            | Pfingsten                                                            |
| Шведский                            | Pingst                                                               |
| Словенский                          | Binkošti (заимствовано из немецкого)                                 |
| Венгерский                          | Pünkösd (заимствовано из немецкого)                                  |

| От лат. Rosālia, Pascha rosata «Праздник роз, розовая Пасха» | От лат. Rosālia, Pascha rosata «Праздник роз, розовая Пасха» |
| ------------------------------------------------------------ | ------------------------------------------------------------ |
| Итальянский                                                  | Pasqua rosatum, Pasqua rossa                                 |
| Неаполитанский                                               | Pasca rusata                                                 |
| Греческий                                                    | греч. Ρουσάλια                                               |
| Румынский                                                    | Rusalii                                                      |
| Албанский                                                    | Rrëshajët, rrushajët                                         |
| Древнерусский                                                | др.-рус. Рѹсалиѩ                                             |

| От ст.‑слав. Троица | От ст.‑слав. Троица   |
| ------------------- | --------------------- |
| Русский             | Троица, Троицын день  |
| Словацкий           | Turíce                |
| Вепсский            | Stroicanpäiv          |
| Мокшанский          | Тройця                |
| Марийский           | Тройчын               |
| Удмуртский          | Трочинь, Тройча нунал |

| От «Дух»    | От «Дух»                                                           |
| ----------- | ------------------------------------------------------------------ |
| Сербский    | Духови                                                             |
| Хорватский  | Duhovi                                                             |
| Македонский | Духовден                                                           |
| Амхарский   | Päracliṭos — от греч. παράκλητος «Утешитель (эпитет Святого Духа)» |

| От «Белое воскресенье» (по цвету одежд катехуменов) | От «Белое воскресенье» (по цвету одежд катехуменов)                          |
| --------------------------------------------------- | ---------------------------------------------------------------------------- |
| Английский                                          | Whitsun — от White Sunday                                                    |
| Валлийский                                          | Sulgwyn — от (Dydd) Sul «воскресенье» + gwyn «белый, святой, благословенный» |
| Фарерский                                           | Hvítusunna                                                                   |
| Исландский                                          | Hvitasunnu-dagr                                                              |

| Другое     | Другое                                               |
| ---------- | ---------------------------------------------------- |
| Финский    | Helluntai — от др.-сканд. hælgho dagher «святые дни» |
| Латышский  | Vasarsvētki «летний праздник»                        |
| Чешский    | Letnice                                              |
| Осетинский | Кæрдæгхæссæн «перенос травы»                         |
| Марийский  | Лышташ пайрем «праздник листвы»                      |
| Удмуртский | Куар вöсян «освящение листьев»                       |